# Kermacultuur
De Kermacultuur is een protohistorische cultuur in Opper-Nubië, vernoemd naar de stad Kerma in het huidige Soedan. In het noorden strekte de cultuur zich uit tot de tweede Nijlcataract, naar het zuiden is de reikwijdte nog onduidelijk.
Karakteristiek is de gepolijstte bruinrode keramiek met zwarte rand, eerst handgevormd maar later op de pottenbakkersschijf gemaakt. Dit kan gezien worden als een lokale variant van de traditionele Egyptische black-topped redware. Basis van de economie was landbouw en met name veeteelt.
Uit de Kermacultuur ontwikkelde zich het koninkrijk Kerma. Ze laat zich in verschillende fasen verdelen: pre-Kerma, vroeg- tot midden-Kerma, klassiek Kerma, en laat-Kerma.

## Pre-Kerma
Pre-Kerma (ca. 3500–2500 v.Chr.) is ongeveer gelijktijdig met de A-groepcultuur in Neder-Nubië en sterk met deze verwant. In Kerma zelf is voor deze periode al een grote nederzetting aangetoond. De levenswijze zal echter toch meest halfnomadisch geweest zijn.

## Vroeg-Kerma
Vroeg-Kerma (ca. 2500–2000 v.Chr.) is archeologisch niet erg goed gekend. Ze is deels met de uit de Wadi Howar afkomstige C-groepcultuur vermengd, en heeft in tegenstelling tot het voorafgaande Pre-Kerma een duidelijk Sub-Saharaans karakter. Er zijn voor deze periode weinig importproducten uit Egypte gevonden. De graven tonen duidelijke verschillen in rijkdom, hetgeen op een zekere sociale differentiatie wijst.
Ten tijde van het Egyptische Oude Rijk werd er handel gedreven met Pepi II, farao van de 6e dynastie van Egypte, onder ander door levering van boogschutters.

## Midden-Kerma
Tijdens de Midden-Kermaperiode (ca. 2000–1700 v.Chr.) kwam naast Kerma ook het eiland Sai als belangrijk centrum op.
Tussen Kerma en Dongola ligt ten noorden van de derde cataract de archeologische locatie Gism el-Arba. In een gebied van 48km² werden daar een twintigtal dorpen gevonden uit de periode 3e tot midden-2e millennium v.Chr. Vanaf het begin van de Midden-Kermaperiode werden rechthoekige, ongeveer 4×6m grote gebouwen uit zonsteen opgericht. Aan het begin van de laat-Kermaperiode werden de woonplaatsen en de ten oosten ervan liggende begraafplaatsen verlaten.
In de tijd van het Middenrijk werd Kerma de zuiderbuur van Egypte. Eerst viel Mentoehotep III Neder-Nubië binnen. Amenemhat I zette deze agressieve politiek voort en zijn zoon Senoeseret I vestigde een fort in Boehen in de streek van het Tweede Cataract. Daarmee kwam het gebied tussen het Tweede en Derde Cataract ook onder zijn invloed en werd het Derde Cataract in feite de zuidelijke grens van Egypte.

## Klassiek Kerma

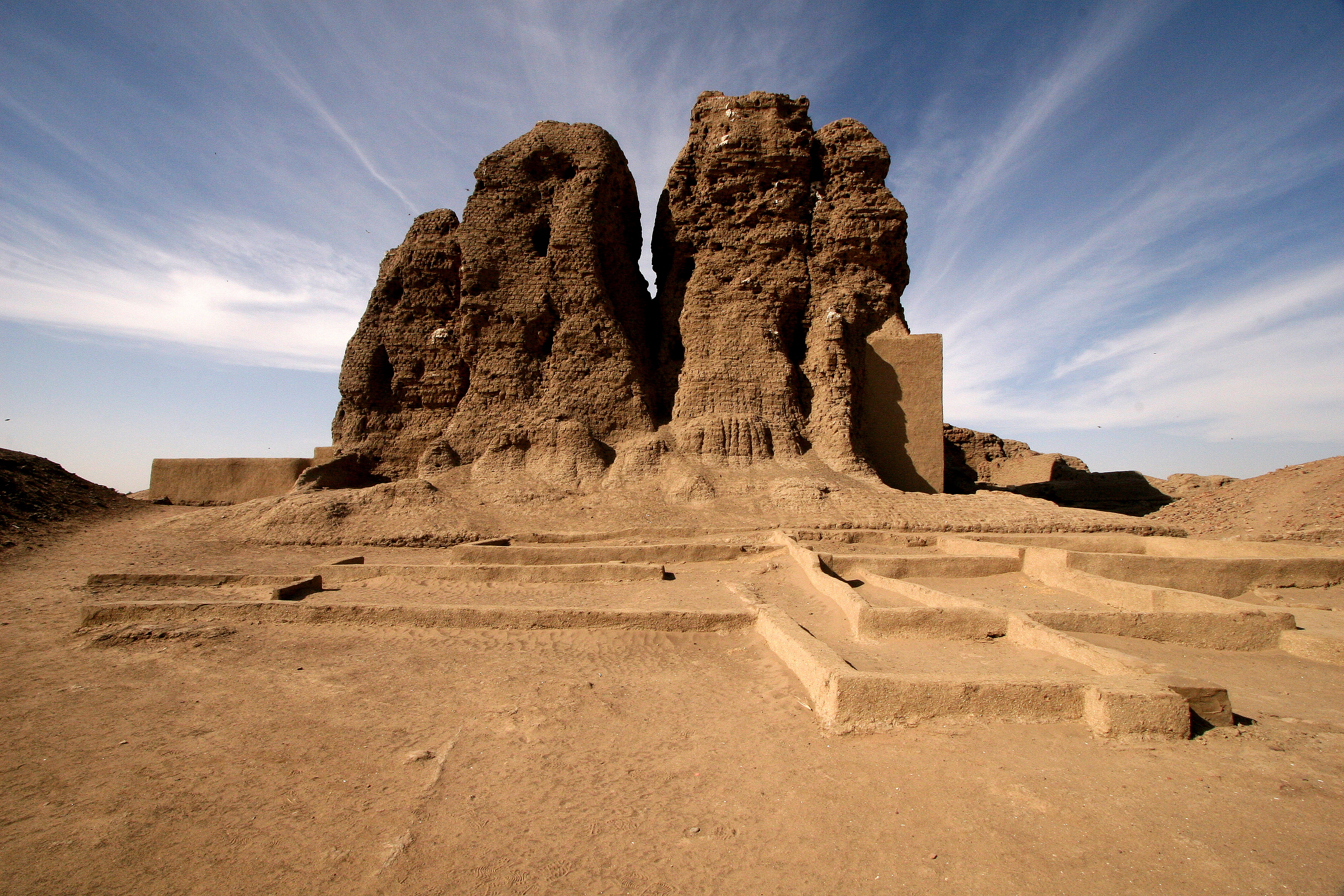
westelijke Deffoefa-tempel, Kerma

Tijdens de klassieke Kermaperiode (ca. 1700–1550 v. Chr.) kan men spreken van een staatsvorming, het koninkrijk Kerma. Het centrum bevond zich in de stad Kerma, in deze periode een der belangrijkste culturele centra van Nubië. 
Kerma bezat een stedelijke bebouwing met een tempel en een begraafplaats met vele grafheuvels. Bij de grotere grafcomplexen zijn Egyptische beeldjes en bewijzen van mensenoffers gevonden. De veelheid aan wapens als grafgiften tonen het krijgshaftige karakter van de bevolking. De grote hoeveelheid vondsten tonen de macht van Kerma, dat tijdens de tweede tussenperiode de grenzen van Egypte bedreigde. Een inschrift in een graf bij Elkab in Opper-Egypte spreekt van een aanval en plundertocht van Kerma. Hiervan zijn mogelijk ook de vele Egyptische kunstvoorwerpen afkomstig. Kerma had in deze periode de Egyptische vestingen in Neder-Nubië in zijn macht. Uit een Egyptisch inschrift in Neder-Nubië is ook de naam van een heerser van Kerma bekend: Nedjeh. Ook in het Egypte van de tweede tussenperiode worden plaatselijk Kerma-graven gevonden, mogelijk van soldaten die bij de invallen omkwamen. Daarnaast is het mogelijk dat een deel van de in Egypte gevonden Kermakeramiek als handelswaar in het land gebracht werd.
De Hyksos-koning probeerde contact te leggen met de heersers in Kerma om aan beide fronten oorlog te voeren, maar zijn koerier werd onderschept. Hiermee werden de inheemse vorsten van Neder-Nubië in de tang genomen.
Nadat Ahmose de bevrijding van Opper- en Neder-Egypte voltooid had, keerde hij zich tegen zijn zuidelijke vijanden en doodde Aata, die waarschijnlijk de koning van Kerma was. Amenhotep I, de zoon van Ahmose maakte van Boehen de hoofdstad van een provincie Koesj, en allengs werd Kerma door Napata (bij het Vierde Cataract) overvleugeld.

## Laat-Kerma
De late Kermaperiode wordt gedateerd van ca. 1550 tot 1450 v.Chr. Onder Thoetmosis I trok het Egyptische leger naar het zuiden. voor hij naar Thebe terugkeerde executeerde Thoetmosis I de koning van Kerma eigenhandig en hing hem op aan zijn schip. Dit betekende het einde van het koninkrijk Kerma. 
De Kermacultuur kon zich plaatselijk nog enige tijd handhaven, maar werd uiteindelijk door de Egyptische cultuur verdrongen.